# バリルトラミプロサート
バリルトラミプロサート（英語: valiltramiprosate）は、早期のアルツハイマー病の治療薬として治験中の新薬である。アミロイド前駆体タンパク質拮抗薬である。